# Зеленополянська сільська рада (Троїцький район)
Зеленополя́нська сільська рада (рос. Зелёнополянский сельский совет) — сільське поселення у складі Троїцького району Алтайського краю Росії.
Адміністративний центр — село Зелена Поляна.

## Населення
Населення — 1087 осіб (2019; 1179 в 2010, 1520 у 2002).

## Склад
До складу сільської ради входять:
| Населений пункт     | Населення, осіб (2002) | Населення, осіб (2010) |
| ------------------- | ---------------------- | ---------------------- |
| Вершинино, село     | 370                    | 287                    |
| Зелена Поляна, село | 844                    | 693                    |
| Степний, селище     | 306                    | 199                    |